# Química inorgánica

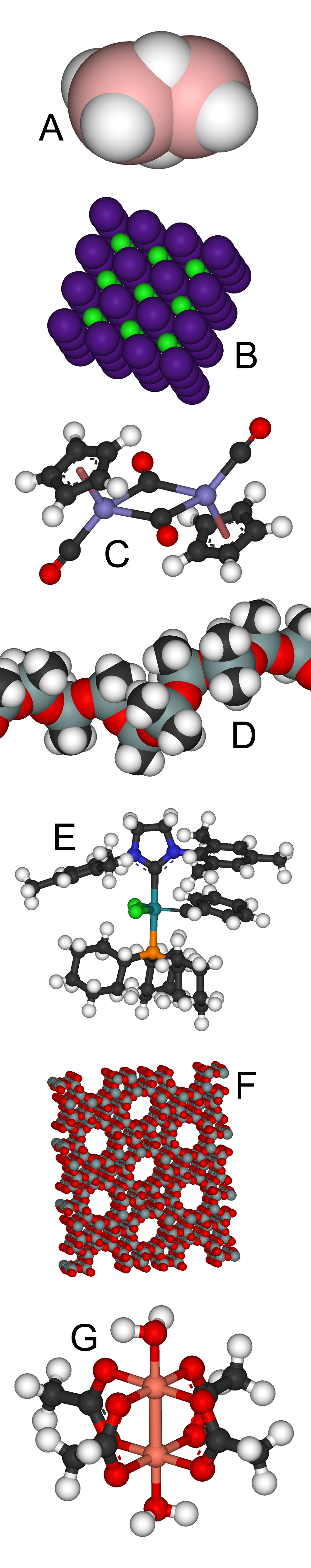
Los compuestos inorgánicos muestran una rica variedad:
A: El Diborano cuenta con un enlace inusual
B: El cloruro de cesio tiene una estructura cristalina arquetípica.
C: El Fp_{2} es un complejo organometálico. D: Los usos de la silicona van desde implantes mamarios hasta el Silly Putty.
E: El catalizador de Grubbs ganó el Premio Nobel 2005 por su descubridor
F: Las zeolitas encuentran un uso extensivo como tamices moleculares.
G: El acetato de cobre (II) sorprendió a los teóricos con su diamagnetismo

Molécula del ácido sulfúrico representada en 2 dimensiones, compuesto químico inorgánico muy utilizado.

La química inorgánica se encarga del estudio integrado de la formación, composición, estructura y reacciones químicas de los elementos y compuestos inorgánicos (por ejemplo, ácido sulfúrico o carbonato de calcio); es decir, los que no poseen enlaces carbono-hidrógeno, porque estos pertenecen al campo de la química orgánica. Dicha separación no es siempre clara, como por ejemplo en la química organometálica que es una superposición de ambas.
Antiguamente se definía como la química de la materia inorgánica, pero quedó obsoleta al desecharse la hipótesis de la fuerza vital, característica que se suponía propia de la materia viva que no podía ser creada y permitía la creación de las moléculas orgánicas.
Tiene aplicaciones en todos los campos de la industria química, incluyendo catálisis, ciencia de materiales, pigmentos, surfactantes, recubrimientos, fármacos, combustibles y agricultura.

## Conceptos clave

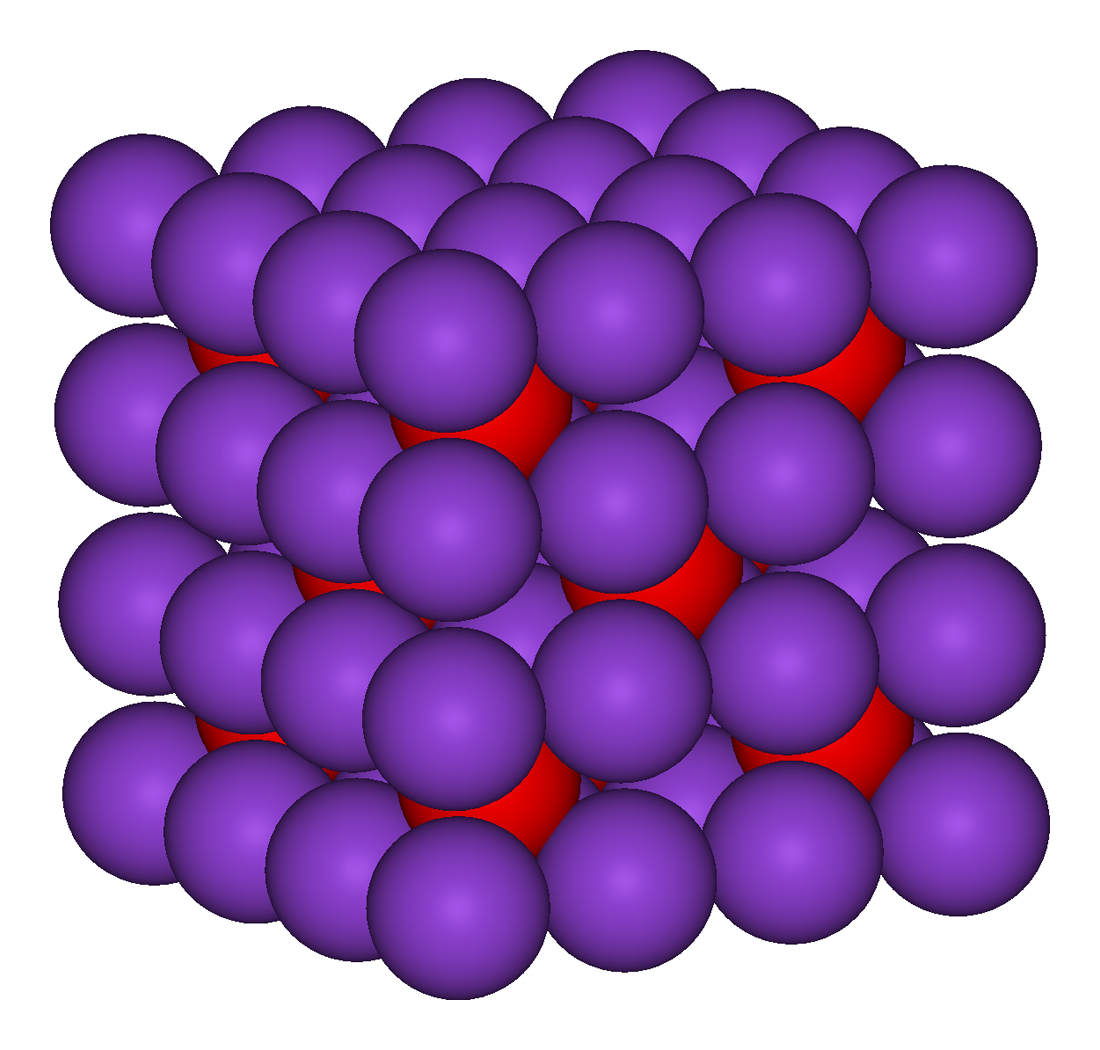
La estructura iónica del óxido de potasio, K_{2}O

Muchos compuestos inorgánicos son compuestos iónicos, que consisten en cationes y aniones unidos por enlaces iónicos. Ejemplos de sales (que son compuestos iónicos) son el cloruro de magnesio MgCl2, que consiste en magnesio (cationes Mg2+) y cloruro (aniones Cl−) o el óxido de sodio, Na2O, que consiste en cationes de sodio, Na+, y aniones de oxígeno, O2−. En cualquier sal, las proporciones de los iones son tales que las cargas eléctricas se anulan, de modo que el compuesto es eléctricamente neutro. Los iones se describen por su estado de oxidación y su facilidad de formación se puede inferir a partir del potencial de ionización (para los cationes) o de la afinidad electrónica (para los aniones) de los elementos originales.
Clases importantes de compuestos inorgánicos son los óxidos, los carbonatos, los sulfatos y los haluros. Muchos compuestos inorgánicos se caracterizan por sus altos puntos de fusión. Las sales inorgánicas normalmente son malos conductores en estado sólido. Otra característica importante es su facilidad de cristalización. Mientras algunas sales (por ejemplo, el NaCl) son muy solubles en agua, otras (por ejemplo, el AgCl) no lo son.
La reacción inorgánica más simple es el doble desplazamiento cuando, al mezclar dos sales, los iones se intercambian sin cambiar el estado de oxidación. En las reacciones rédox, sin embargo, un reactivo, el oxidante, disminuye su estado de oxidación y otro reactivo, el reductor, ve su estado de oxidación aumentado. El resultado neto es un intercambio de electrones. El intercambio de electrones también puede ocurrir indirectamente, por ejemplo, en las baterías, un concepto clave en la electroquímica.
Cuando un reactivo contiene átomos de hidrógeno, puede producirse una reacción al intercambiar protones en la química ácido-base. En una definición más general, cualquier especie química capaz de unirse a pares de electrones se llama un ácido de Lewis; a la inversa, cualquier molécula que tiende a donar un par de electrones se denomina base de Lewis. Como refinamiento de las interacciones ácido-base, la teoría ABDB toma en cuenta también la polarizabilidad y el tamaño de los iones.
Los compuestos inorgánicos se encuentran en la naturaleza como minerales. Por ejemplo, el suelo puede contener sulfuro de hierro como pirita o sulfato de calcio como yeso. Los compuestos inorgánicos también se encuentran con diversas funciones como biomoléculas: como electrolitos (cloruro de sodio), en el almacenamiento de energía (ATP) o en la construcción (el esqueleto de polifosfato en el ADN).
El primer compuesto inorgánico importante hecho por el hombre fue el nitrato de amonio para la fertilización del suelo a través del proceso de Haber. Algunos compuestos inorgánicos se sintetizan para su uso como catalizadores como el óxido de vanadio (V) y el cloruro de titanio (III), o como reactivos en química orgánica, como el hidruro de litio y aluminio.
Las subdivisiones de la química inorgánica son la química organometálica, la química de clústers y la química bioinorgánica. Estos campos son áreas activas de investigación en química inorgánica, dirigidas hacia nuevos catalizadores, superconductores y terapias. 

### Química inorgánica industrial
La química inorgánica es un área altamente práctica de la ciencia. Tradicionalmente, la escala de la economía de una nación podía evaluarse por su producción de ácido sulfúrico. Los 20 productos químicos inorgánicos principales fabricados en Canadá, China, Europa, India, Japón y los Estados Unidos (datos de 2005) son: sulfato de aluminio, amoniaco, nitrato de amonio, sulfato de amonio , negro de carbón, cloro, ácido clorhídrico, hidrógeno, peróxido de hidrógeno, ácido nítrico, nitrógeno, oxígeno, ácido fosfórico, carbonato de sodio, clorato de sodio, hidróxido de sodio, silicato de sodio, sulfato de sodio, ácido sulfúrico y dióxido de titanio.
La fabricación de fertilizantes es otra aplicación práctica de la química industrial inorgánica.

## Química inorgánica descriptiva
La química inorgánica descriptiva se centra en la clasificación de los compuestos en función de sus propiedades. En parte, la clasificación se centra en la posición en la tabla periódica del elemento más pesado (el elemento con el mayor peso atómico) del compuesto, en parte agrupando los compuestos por sus similitudes estructurales. Al estudiar compuestos inorgánicos, a menudo se clasifican dentro de las diferentes partes de la química inorgánica (un compuesto organometálico se caracteriza por su química de coordinación y a su vez puede mostrar interesantes propiedades en estado sólido).
Las diferentes clasificaciones son:

### Compuestos de coordinación

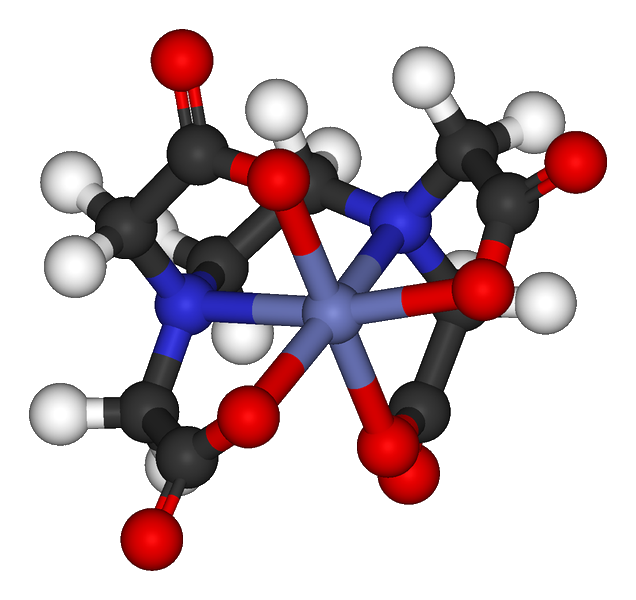
Quelato de AEDT, un ión Co3+ octaédricamente coordinado en [Co(EDTA)]−

Los compuestos de coordinación clásicos incluyen metales ligados a "pares solitarios" de electrones pertenecientes a los átomos del grupo principal de ligandos como H2O, NH3, Cl− y CN−. En los compuestos de coordinación modernos casi todos los compuestos orgánicos e inorgánicos pueden ser utilizados como ligandos. El "metal" normalmente corresponde a los grupos 3-13, así como a los trans-lantánidos y trans-actínidos, teniendo en cuenta que desde cierta perspectiva, todo los compuestos químicos pueden ser descritos como complejos de coordinación.
La estereoquímica de complejos de coordinación puede ser muy variada, como se desprende de la separación de Werner de dos enantiómeros del [Co((OH)2Co(NH3)4)3]6+, una manifestación temprana de que la quiralidad no es inherente solo a los compuestos orgánicos. Un tema incluido dentro de esta especialización es la química de coordinación supramolecular.
- Ejemplos: [Co(EDTA)]−, [Co(NH3)6]3+, TiCl4(THF)2.

### Compuestos de grupo principal
Estos compuestos contienen elementos de los grupos I, II, III, IV, V, VI, VII, 0 (excluyendo hidrógeno) de la tabla periódica. Debido a su reactividad a menudo similar, también pueden incluir elementos del grupo 3 (Sc, Y y La) y del grupo 12 (Zn, Cd y Hg), así como lantánidos y actínidos.
Los compuestos de grupo principal se conocen desde los inicios de la química, por ejemplo, el azufre elemental y el fósforo blanco destilable. Los experimentos con oxígeno, O2 , de Lavoisier y Priestley no solo identificaron un importante gas diatómico, sino que también abrieron el camino para describir compuestos y reacciones según las relaciones estequiométricas. El descubrimiento de una síntesis práctica de amoniaco con catalizadores de hierro por Carl Bosch y Fritz Haber a principios de la década de 1900 impactó profundamente a la humanidad, demostrando la importancia de la síntesis química inorgánica. Los compuestos de grupo principal típicos son SiO2, SnCl4 y N2O. Muchos compuestos del grupo principal también pueden clasificarse como organometálicos, ya que contienen grupos orgánicos, por ejemplo, B(CH3)3. Los compuestos de grupo principal también se encuentran en la naturaleza, por ejemplo, el fosfato en el ADN, y por lo tanto pueden clasificarse como bioinorgánicos. A la inversa, los compuestos orgánicos que carecen de (muchos) hidrógenos como ligando pueden clasificarse como inorgánico, como los fullerenos, nanotubos y óxidos de carbono binarios.
- Ejemplos: tetranitruto de tetraazufre S4N4, diborano B2H6, siliconas, buckminsterfullereno C60.

### Compuestos de metales de transición
Los compuestos que contienen metales del grupo 4 al 11 se consideran compuestos de metales de transición. Los compuestos con un metal del grupo 3 o 12 a veces también se incorporan a este grupo, aunque también pueden clasificarse como compuestos de grupo principal.
Los compuestos de metales de transición muestran una química de coordinación variada, yendo desde la tetraédrica para el titanio (p. ej., TiCl4) hasta la planar cuadrada para algunos complejos de níquel o la octaédrica para los complejos de coordinación del cobalto. Pueden encontrarse algunos metales de transición en compuestos biológicamente importantes, como el hierro en la hemoglobina.
- Ejemplos: pentacarbonilo de hierro, tetracloruro de titanio, cisplatino.

### Compuestos organometálicos
Normalmente, se considera que los compuestos organometálicos contienen el grupo M–C–H. El metal (M) en estas especies puede ser un elemento de grupo principal o un metal de transición. Operativamente, la definición de compuesto organometálico es más flexible, e incluye también complejos altamente lipófilos, tales como carbonilos metálicos e incluso alcóxidos metálicos.
Los compuestos organometálicos se consideran una categoría especial principalmente porque los ligandos orgánicos suelen ser sensibles a la hidrólisis u oxidación, lo que requiere que la química organometálica emplee métodos de preparación más especializados que los tradicionales en los complejos de tipo Werner. Los métodos de síntesis, especialmente la capacidad de manipular complejos en disolventes de bajo poder de coordinación, permiten ligandos muy débilmente coordinantes tales como hidrocarburos, H2, y N2. Dado que estos son ligandos están vinculados a la petroquímica en cierto sentido, la química organometálica se ha beneficiado enormemente de su relevancia para la industria.
- Ejemplos: Dímero de ciclopentadienilhierro dicarbonilo (C5H5)Fe(CO)2CH3, Ferroceno Fe(C5H5)2, hexacarbonil molibdeno, Mo(CO)6, Diborano B2H6, Tetrakis (trifenilfosfina) paladio (0) Pd[P(C6H5)3]4

### Compuestosclúster(racimo)
Los clúster se pueden encontrar en todas las clases de compuestos químicos. De acuerdo con la definición comúnmente aceptada, un clúster consiste en un conjunto (como mínimo, triangular) de átomos que están directamente unidos entre sí. Pero los complejos dimetálicos con enlace metal-metal son especialmente relevantes en esta área. Los clúster se aparecen en sistemas inorgánicos "puros", en química organometálica, química de grupo principal y química bioinorgánica. La distinción entre clúster muy grandes y sólidos "brutos" es cada vez más borrosa. Esta interfaz es la base química de la nanociencia o la nanotecnología y surge específicamente del estudio de los efectos del tamaño cuántico en los clúster de seleniuro de cadmio. Por lo tanto, los grandes clústers pueden describirse como una estructura de átomos unidos con carácter intermedio entre una molécula y un sólido.
- Ejemplos: Fe3(CO)12, B10H14, [Mo6Cl14]2−, 4Fe-4S

### Compuestos bioinorgánicos
Por definición, estos compuestos aparecen en la naturaleza, pero el subcampo incluye especies antropogénicas, como algunos contaminantes (por ejemplo, metilmercurio) y fármacos (por ejemplo, cisplatino). El campo, que abarca también muchos aspectos de la bioquímica, incluye muchos tipos de compuestos, por ejemplo, los fosfatos en el ADN, y también complejos metálicos que contienen ligandos que van desde macromoléculas biológicas, normalmentepéptidos, hasta especies poco definidas, como el ácido húmico, o el agua (por ejemplo, cuando está coordinada en los complejos de gadolinio empleados para la RMN). Tradicionalmente, la química bioinorgánica se centraba en la transferencia de electrones y energía en proteínas relevantes para la respiración. La química inorgánica medicinal incluye el estudio de elementos no esenciales y esenciales con aplicaciones para diagnóstico y terapias.
- Ejemplos: hemoglobina , metilmercurio , carboxipeptidasa.

### Compuestos en estado sólido
Esta importante área se centra en la estructura, los enlaces y las propiedades físicas de los materiales. En la práctica, la química inorgánica de estado sólido utiliza técnicas como la cristalografía para la comprensión de las propiedades resultantes de las interacciones colectivas entre las subunidades del sólido. Dentro de la química del estado sólido se encuentran los metales y sus aleaciones o derivados intermetálicos. Los campos relacionados son la física de la materia condensada, la mineralogía y la ciencia de los materiales.
- Ejemplos: chips de silicona, zeolitas, YBa2Cu3O7

## Química inorgánica teórica
Una perspectiva alternativa en el área de la química inorgánica comienza con el modelo del átomo de Bohr y, utilizando las herramientas y modelos de la química teórica y la química computacional, se expande hacia la formación de enlaces en moléculas simples y luego más complejas. Las descripciones precisas de la mecánica cuántica para las especies multielectrónicas, que constituyen el ámbito de la química inorgánica, son difíciles. Este desafío ha generado muchos enfoques semicuantitativos o semi-empíricos que incluyen la teoría de orbitales moleculares y la teoría del campo del ligando. Paralelamente a estas descripciones teóricas, se emplean metodologías aproximadas, incluida la teoría del funcional de la densidad.
Las excepciones a las teorías, cualitativas y cuantitativas, son extremadamente importantes en el desarrollo de este campo. Por ejemplo, el CuII2(OAc)4(H2O)2 es casi diamagnético por debajo de la temperatura ambiente, mientras que la teoría del campo cristalino predice que la molécula tendría que tener dos electrones no pareados. El desacuerdo entre la teoría cualitativa (paramagnética) y la observación (diamagnética) condujo al desarrollo de modelos para el "acoplamiento magnético". Estos modelos mejorados llevaron al desarrollo de nuevos materiales magnéticos y nuevas tecnologías.

### Teorías cualitativas

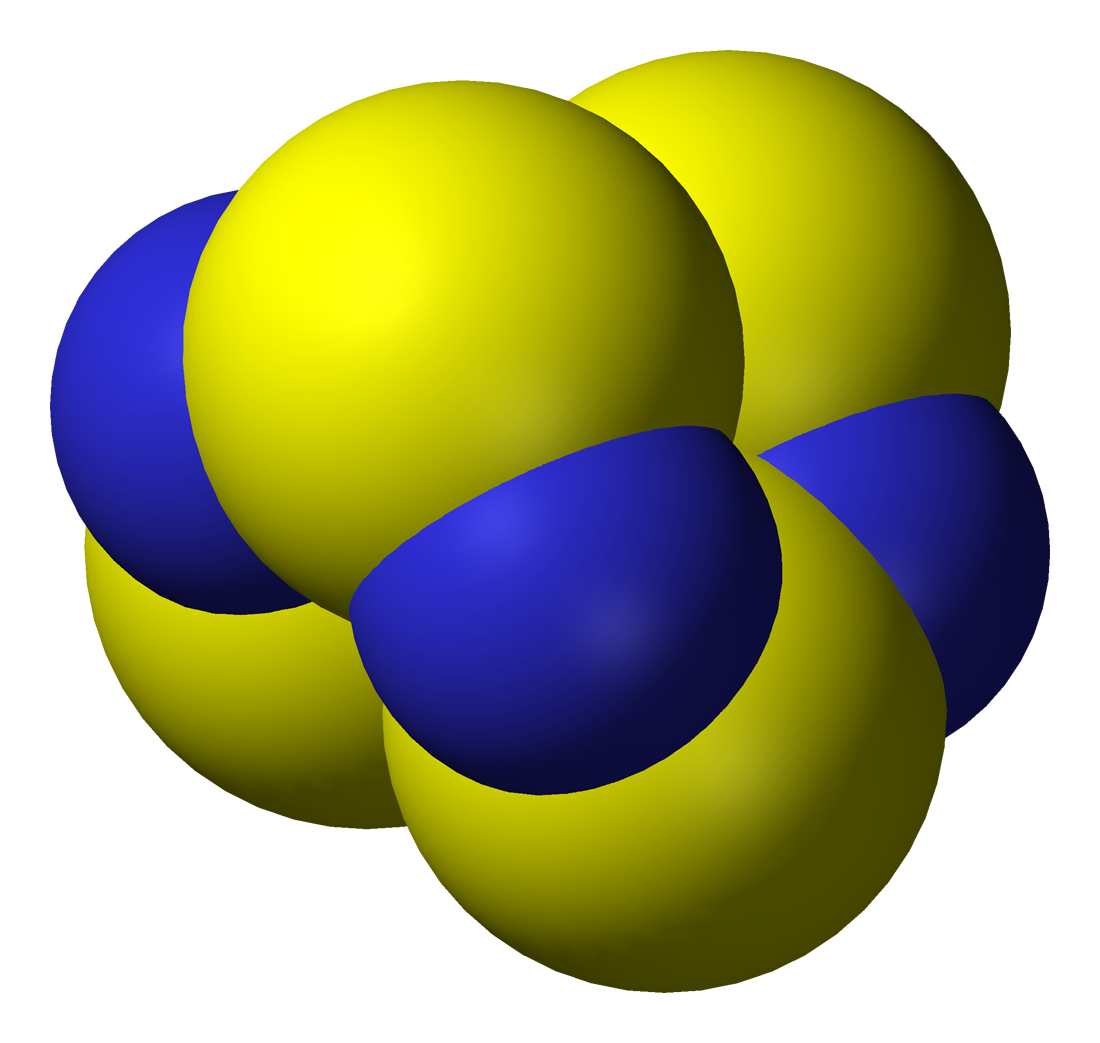
Tetranitruro de tetraazufre, S_{4}N_{4}, es un compuesto de grupo principal que intriga a los químicos^{3−}

La química inorgánica se ha beneficiado enormemente de las teorías cualitativas. Tales teorías son más fáciles de aprender, ya que requieren poca formación en teoría cuántica. Dentro de los compuestos del grupo principal, la teoría TRePEV predice, o al menos racionaliza, las estructuras de los compuestos del grupo principal, tales como la explicación de por qué el NH3 es piramidal, mientras que el ClF3 tiene forma de T. Para los metales de transición, la teoría del campo cristalino permite comprender el magnetismo de muchos complejos simples, por ejemplo, por qué el [FeIII(CN)6]3− tiene solo un electrón desapareado, mientras que el [FeIII(H2O)6]3+ tiene cinco. El enfoque cualitativo, especialmente potente para evaluar la estructura y la reactividad, comienza con la clasificación de las moléculas según el número de electrones, enfocándose en el número de electrones de valencia en el átomo central de una molécula, por lo general.

### Teoría de grupos y simetría molecular

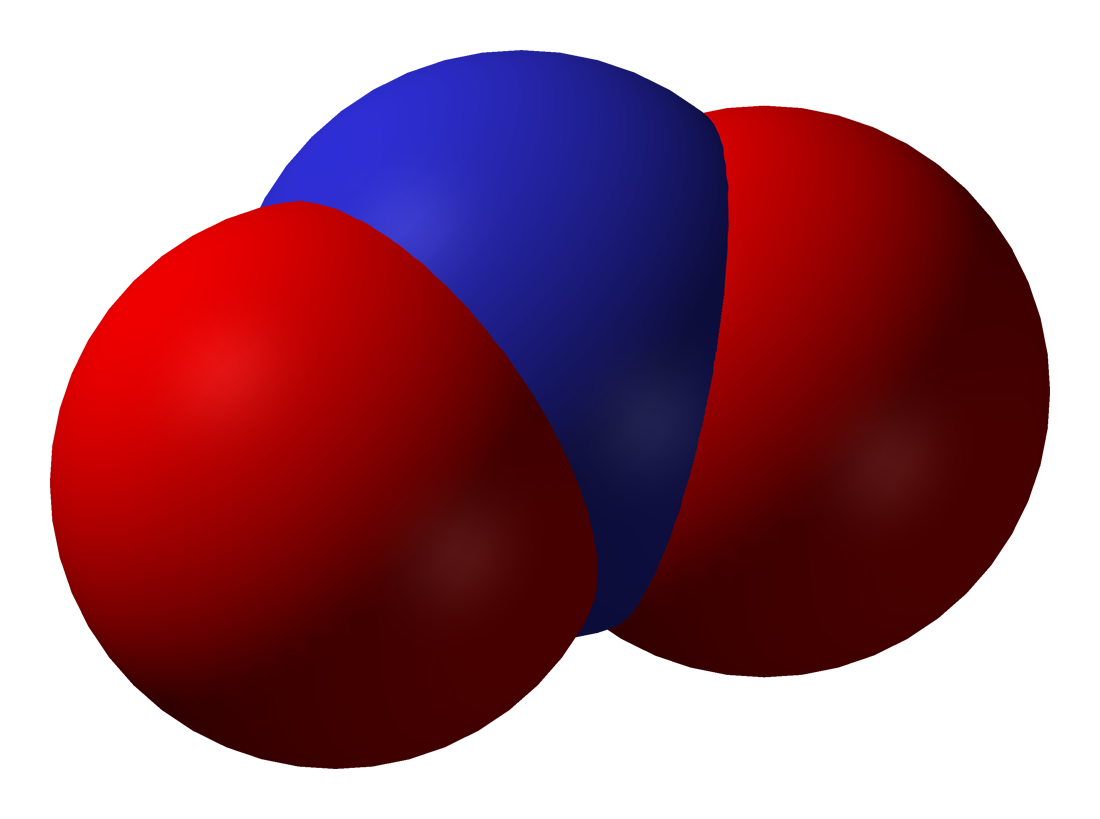
El dióxido de nitrógeno, NO_{2}, presenta simetría C_{2v}

Un constructo central de la química inorgánica es la teoría de la simetría molecular. La teoría de grupos proporciona el lenguaje para describir las formas de las moléculas según su simetría de grupos de puntos. La teoría de grupos también permite factorizar y simplificar los cálculos teóricos.
Las características espectroscópicas se analizan y describen con respecto a las propiedades de simetría de, entre otros, los estados vibracionales o electrónicos. El conocimiento de las propiedades de simetría de los estados fundamentales y excitados permite predecir el número y la intensidad de absorciones en los espectros vibracionales y electrónicos. Una aplicación clásica de la teoría de grupos es la predicción del número de vibraciones C-O en complejos sustituidos carbonilo metal. Las aplicaciones más comunes de la simetría en la espectroscopia involucran espectros vibracionales y electrónicos.
Como herramienta didáctica, la teoría de grupos resalta los puntos en común y las diferencias entre los enlace de especies dispares, como WF6 y Mo(CO)6 o CO2 y NO2.

## Termodinámica y química inorgánica
Un enfoque cuantitativo alternativo a la química inorgánica se centra en las energías de reacción. Aunque este enfoque es altamente tradicional y empírico, resulta de gran utilidad. Los conceptos generales expresados en términos termodinámicos incluyen el potencial redox, la acidez y los cambios de fase. Un concepto clásico en termodinámica inorgánica es el ciclo de Born-Haber, que se utiliza para evaluar la energía de procesos elementales como la afinidad electrónica, algunos de los cuales no pueden observarse directamente.

## Mecanismos en química inorgánica
Un aspecto importante y cada vez más popular de la química inorgánica se centra en las vías de reacción. Los mecanismos de reacción se discuten de manera diferente para diferentes clases de compuestos.

### Elementos del grupo principal y lantánidos.
Los mecanismos de los compuestos del grupo principal de los grupos 13-18 se discuten generalmente en el contexto de la química orgánica (los compuestos orgánicos son compuestos del grupo principal, después de todo). Los elementos más pesados que C, N, O y F a menudo forman compuestos con más electrones de los que predice la regla del octeto, como se explica en el artículo sobre moléculas hipervalentes. Los mecanismos de sus reacciones difieren de los compuestos orgánicos por esta razón. Los elementos más ligeros que el carbono (B, Be, Li) así como el Al y el Mg frecuentemente forman estructuras deficientes en electrones que son electrónicamente similares a los carbocationes. Estas especies deficientes en electrones tienden a reaccionar a través de vías asociativas. La química de los lantánidos refleja muchos aspectos de la química vistos para el aluminio.

### Complejos de metales de transición
Los mecanismos para las reacciones de los metales de transición se discuten de manera diferente a los compuestos del grupo principal. El importante papel de los orbitales d en el enlace influye fuertemente en las vía y el grado de sustitución y disociación de ligandos. Estos temas se tratan en artículos sobre química de coordinación y ligandos. Se observan vías asociativas y disociativas.
Un aspecto general de la química mecanicista de los metales de transición es la labilidad cinética del complejo ilustrada por el intercambio de agua libre y enlazada en los complejos prototípicos [M(H2O)6 ]n+:
[M(H2O)6]n+ + 6 H2O* → [M(H2O*)6]n+ + 6 H2O
donde H2O* denota agua enriquecida con isótopos, por ejemplo, H217O
Las tasas de intercambio de agua varían en 20 órdenes de magnitud en la tabla periódica, con los complejos de lantánidos en un extremo y las especies de Ir (III), las más lentas, en el otro.

#### Reacciones rédox
Las reacciones rédox son prevalentes en los elementos de transición. Se consideran dos clases de reacciones rédox: reacciones de transferencia de átomos, como la adición oxidativa / eliminación reductiva y las de transferencia de electrones. Una reacción rédox fundamental es el "autointercambio", que implica la reacción degenerada entre un oxidante y un reductor. Por ejemplo, el permanganato y manganato, su derivado por reducción en un electrón, intercambian un electrón:
[MnO4]− +  [Mn*O4]2−  →  [MnO4]2− +  [Mn*O4]−

#### Reacciones en los ligandos
Los ligandos coordinados muestran una reactividad distinta a la de los ligandos libres. Por ejemplo, la acidez de los ligandos amoniaco en el [Co(NH3)6]3+ es elevada en relación con el NH 3 en sí. Los alquenos enlazados a cationes metálicos son reactivos frente a los nucleófilos, mientras que los alquenos normalmente no lo son. El área de catálisis, extensa e industrialmente importante, se basa en la capacidad de los metales para modificar la reactividad de los ligandos orgánicos. La catálisis homogénea ocurre en solución y la catálisis heterogénea ocurre cuando los sustratos gaseosos o disueltos interactúan con las superficies de los sólidos. Se considera que la catálisis tradicionalmente homogénea es parte de la química organometálica y la catálisis heterogénea se discute en el contexto de la ciencia de las superficies, un subcampo de la química del estado sólido. Pero los principios químicos inorgánicos básicos son los mismos. Los metales de transición, casi exclusivamente, reaccionan con moléculas pequeñas como CO, H2 , O2 y C2H4. La importancia industrial de estas materias primas impulsa la ya de por sí activa área de la catálisis. Los ligandos también pueden sufrir reacciones de transferencia, como la transmetalación.

## Caracterización de compuestos inorgánicos
Debido a la amplia gama de elementos y las correspondientes propiedades de sus derivados, la química inorgánica está estrechamente asociada con muchos métodos de análisis. Los métodos más antiguos tendían a examinar las propiedades generales, como la conductividad eléctrica de las soluciones, los puntos de fusión, la solubilidad o la acidez. Con la llegada de la teoría cuántica y la expansión correspondiente de los equipos electrónicos, se han introducido nuevas herramientas para ensayar las propiedades electrónicas de las moléculas inorgánicas y los sólidos. Con frecuencia, estas mediciones proporcionan información relevante para los modelos teóricos. Por ejemplo, las mediciones en el espectro fotoelectrónico del metano demostraron que la descripción del enlace mediante los enlaces de dos centros y dos electrones predecible entre el carbono y el hidrógeno utilizando la teoría del enlace de valencia no es adecuada para describir los procesos de ionización de manera sencilla. Tales aportaciones llevaron a la popularización de la teoría de los orbitales moleculares como orbitales completamente deslocalizados y son una descripción simple más apropiada de la pérdida o la excitación de los electrones.
Las técnicas más comunes son:
- Cristalografía de rayos X: esta técnica permite la determinación en 3D de estructuras moleculares.
- Interferómetro de polarización dual: esta técnica mide la conformación y el cambio conformacional de las moléculas.
- Varias formas de espectroscopia.
  - Espectroscopia ultravioleta-visible: históricamente, esta ha sido una importante herramienta, ya que muchos compuestos inorgánicos están fuertemente coloreados
  - Espectroscopía de RMN: además de 1H y 13C, muchos otros núcleos "buenos" para la RMN (por ejemplo, 11B, 19F , 31P y 195Pt) brindan información importante sobre las propiedades y la estructura del compuesto. También la RMN de especies paramagnéticas puede dar como resultado información estructural importante. La RMN de protón también es importante porque el ligero núcleo del hidrógeno no se detecta fácilmente mediante cristalografía de rayos X.
  - Espectroscopia infrarroja: principalmente para absorciones de ligandos carbonílicos.
  - Espectroscopia de doble resonancia nuclear electrónica (ENDOR)
  - Espectroscopia de Mössbauer
  - Resonancia de espín electrónico: la ESR (o EPR) permite la medición del entorno de centros metálicos paramagnéticos.
- Electroquímica: la voltametría cíclica y técnicas relacionadas detectan las características rédox de los compuestos.

## Química de síntesis inorgánica
Aunque algunas especies inorgánicas se pueden obtener en forma pura de la naturaleza, la mayoría se sintetizan en plantas químicas y en el laboratorio.
Los métodos de síntesis inorgánica se pueden clasificar según la volatilidad o solubilidad de los reactivos componentes. Los compuestos inorgánicos solubles se preparan utilizando métodos de síntesis orgánica. Para los compuestos que contienen metales reactivos con el aire, se siguen las técnicas de la línea de Schlenk y la caja de guantes. Los compuestos volátiles y los gases se manipulan en "colectores de vacío", que consisten en tuberías de vidrio interconectadas a través de válvulas, la totalidad de los cuales se pueden llevar a un vacío de 0,001 mm Hg o menos. Los compuestos se condensan utilizando nitrógeno líquido (t. eb.   78 K) u otros criógenos. Los sólidos se preparan típicamente usando hornos de tubo, con reactivos y productos sellados en contenedores, a menudo de sílice fundida (SiO2 amorfo), o a veces materiales más especializados, tales como tubos de Ta soldados o navecillas de Pt. Productos y reactivos se transportan entre las zonas de temperatura para conducir a las reacciones. 

## Clasificación de los compuestos inorgánicos
Los compuestos inorgánicos se dividen según su estructura en:

<references>

### Compuestos binarios
- Óxidos metálicos
- Óxidos no metálicos o anhídridos

### Compuestos ternarios
- Hidróxidos
- Oxoácidos
- Oxisales neutras

### Compuestos cuaternarios
- Oxisales ácidas

## Áreas de interés
Apartados de interés de la química inorgánica incluyen:
- La tabla periódica de los elementos:
  - Elementos representativos
  - Metales de transición
  - Tierras raras
- Química de coordinación
- Química de los compuestos con enlace metal-metal

## Áreas relacionadas
Áreas de solapamiento con otros campos del conocimiento incluyen:
- Ciencia de materiales
- Geoquímica
- Magnetoquímica
- Mineralogía
- Química analítica
- Química bioinorgánica
- Química del estado sólido
- Química física
- Química medioambiental
- Química organometálica

## Compuestos y sustancias importantes
Hay muchos compuestos y sustancias inorgánicas de gran importancia, comercial y biológica. Entre ellos:
- muchos fertilizantes, como el nitrato amónico, potásico, fosfatos o sulfatos...
- muchas sustancias y disolventes cotidianos, como el amoniaco, el agua oxigenada, la lejía, el salfumán...
- muchos gases de la atmósfera, como el oxígeno, el nitrógeno, el dióxido de carbono, los óxidos de nitrógeno y de azufre...
- todos los metales y aleaciones
- los vidrios de ventanas, botellas, televisores...
- las cerámicas de utensilios domésticos, industriales, o las losetas de las lanzaderas espaciales.
- el carbonato de calcio de nuestros huesos
- los chips de silicio semiconductores que hacen posible la microelectrónica y los ordenadores
- las pantallas LCD
- el cable de fibra óptica
- muchos catalizadores de interés industrial
- el centro activo de las metaloenzimas